# Orgelpark

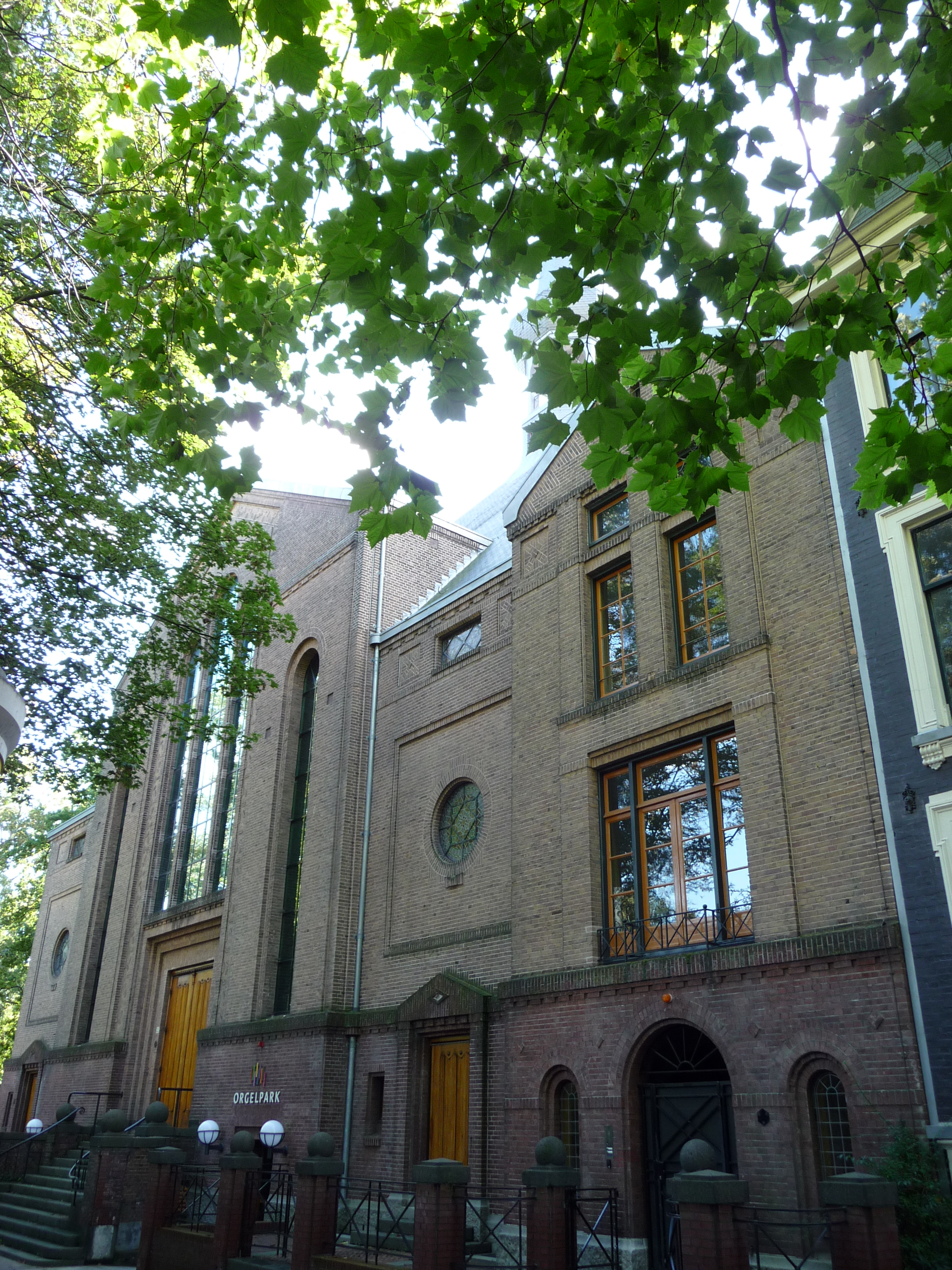
Die ehemalige „Parkkerk“, heute Konzerthaus „Orgelpark“

Der Orgelpark ist ein internationales Konzert- und Kulturzentrum in Amsterdam. Er wurde im Jahr 2007 gegründet und ist seitdem in der ehemaligen Parkkerk von Amsterdam untergebracht. Auf neuen Wegen soll die Orgel in das heutige Musikleben integriert und mit anderen Kunstformen verbunden werden.

## Geschichte
Die Parkkerk wurde von 1916 bis 1918 nach Plänen von E. A. C. Roest am Vondelpark gebaut und im Jahr 2005 restauriert. Das Kunstzentrum Orgelpark wurde 2007 gegründet und verfügte zunächst über drei Orgeln. Die Finanzierung wird durch die Stiftung Utopa gesichert.

## Instrumente

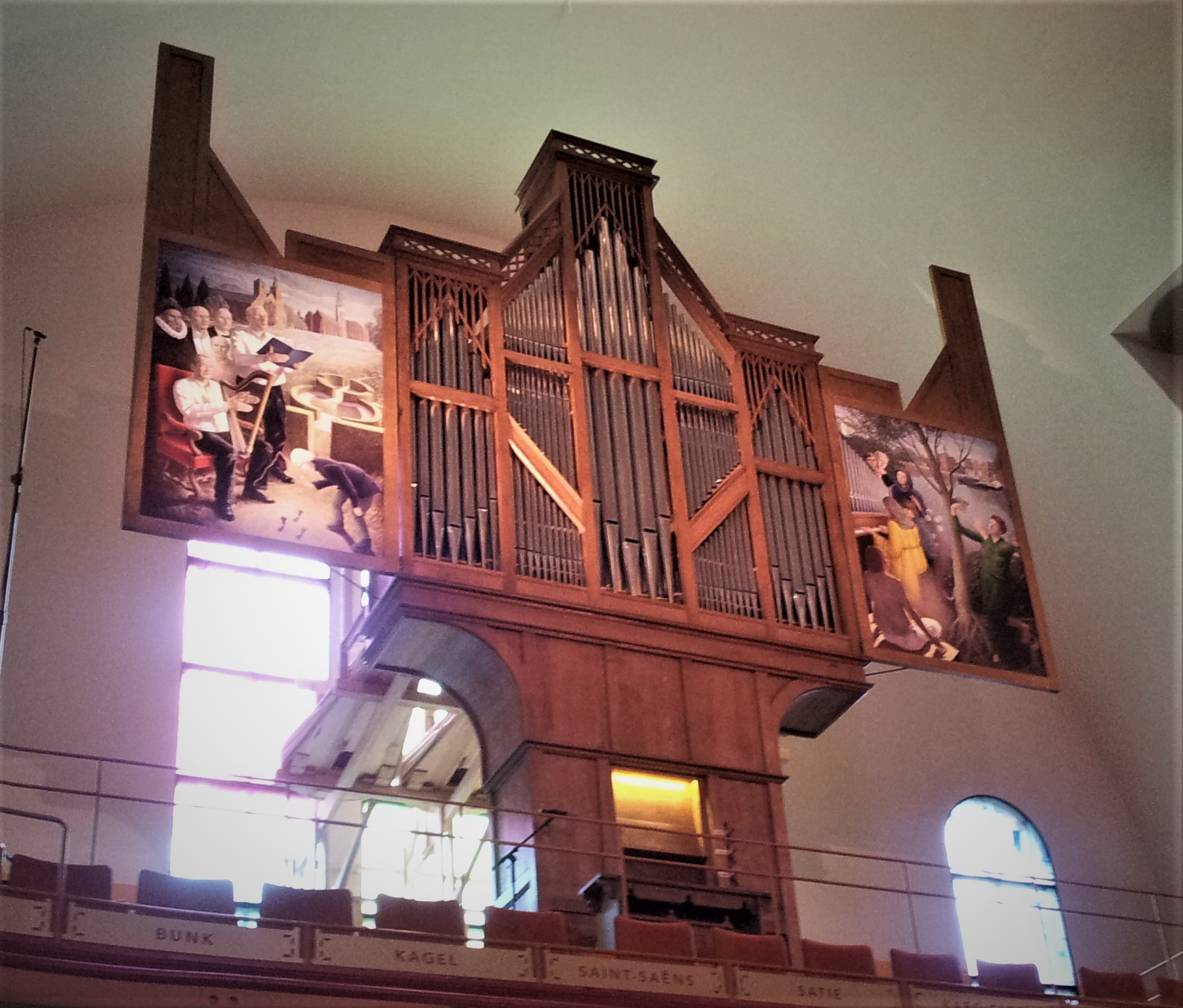
„Van-Straten-Orgel“

Bei der Gründung waren die ursprüngliche Sauer-Orgel der Kirche von 1922, eine Salon-Orgel (Molzer) von 1925 und eine Van-Leeuwen-Orgel von 1954 aufgestellt. Letztere wurde 2017 an eine polnische Musikschule verschenkt. An ihrer Stelle wurde bis 2018 durch eine Arbeitsgemeinschaft verschiedener Projektpartner die Utopa Barockorgel (s. unten) gebaut worden.
Seit 2009 steht eine große Orgel der Firma Verschueren aus Heythausen im französisch-symphonischen Stil Aristide Cavaillé-Colls mit drei Manualen und 41 Registern auf der Empore gegenüber der Sauer-Orgel.
Im Jahre 2012 fertigte die Orgelmakerij Reil eine Rekonstruktion der ältesten noch existierenden Orgel der Niederlande mit zwei Blockwerken, historischem Klaviaturumfang (H1–f2) und mitteltöniger Stimmung („Van-Straten-Orgel“). Ausgangspunkt waren die Reste einer Orgel, die Peter Gerritsz 1479 für die Utrechter Nicolaïkerk gebaut hatte und die in der Abtei Middelburg erhalten sind. Die bisher erste Rekonstruktion einer mittelalterlichen Blockwerk-Orgel hat internationale Beachtung gefunden. Ein fast baugleiches Instrument wurde 2015 auf Initiative Rupert Gottfried Friebergers für das Kloster Pulgarn realisiert (→ „Van-Straten-Orgel“ in Österreich).
Des Weiteren umfasst der Orgelpark neben einer Drehorgel (1924) und einer Truhenorgel (2006) zwei Flügel (1899, 2002) und ein Mustel-Druckwindharmonium (19. Jahrhundert).

### „Utopa“-Barockorgel
Die Orgel wurde im Auftrag der Stiftung Utopa ab 2012 geplant und bis 2018 als gemeinsames Projekt folgender Partner gebaut:
- Elbertse Orgelmakers, Soest (Niederlande): Gehäuse, Windversorgung, Windladen, Spiel- und Registertraktur, hölzernes Pfeifenwerk, digitaler Spieltisch
- Hermann Eule Orgelbau Bautzen: Metallenes Pfeifenwerk
- Munetaka Yokota, Tokio: Intonation
- Sinua, Düsseldorf: Digitaltechnik

Sie folgt einerseits in enger Anlehnung dem Orgelbau Zacharias Hildebrandts, ist aber andererseits durch Digitaltechnik auch für zeitgenössische Musik geeignet. Die Vorbilder sind:
- Disposition: St. Jakobi Hettstedt (1749) und Dreikönigskirche, Dresden (1757)
- Klang: St. Wenzel Naumburg (Saale) (1746)
- Prospekt
  - Profile und Details: St. Jakobi, Hettstedt (1749)
  - Proportionen: St. Jakobi, Sangerhausen (1728)
  - Farbgebung: St. Nikolai, Langhennersdorf (1721). Gedecktes Weiß, Blaugrün und Blattgold
- Spieltisch einschl. Registerzüge: St. Wenzel, Naumburg (1746).
- Registerbezeichnungen: Nach dem Vertragsentwurf für den Orgelbau in St. Wenzel, Naumburg vom 27. August 1743 (im Stadtarchiv Naumburg)

#### Disposition
| I Hoofdwerk (I. Onderklavier) C–d3 (mechanisch); C–a3 (digital) |     |
| Burdun                                                          | 16′ |
| Principal                                                       | 8′  |
| Rohrflött                                                       | 8′  |
| Quintadehn                                                      | 8′  |
| Octav                                                           | 4′  |
| Gemshorn                                                        | 4′  |
| Weit Pfeiffe                                                    | 2′  |
| Sexquint altra II                                               |     |
| Mixtur V                                                        |     |
| Cymbel III                                                      |     |
| Cornett IV                                                      |     |
| Fagott                                                          | 16′ |
| Trompet                                                         | 8′  |
| Tremulant                                                       |     |

| II Bovenwerk (II. Bovenklavier) C–d3 (mechanisch); C–a3 (digital) |        |
| Gedackt                                                           | 8′     |
| Violdigamba                                                       | 8′     |
| Unda maris                                                        | 8′     |
| Rohrflött                                                         | 4′     |
| Principal                                                         | 4′     |
| Nassat                                                            | 3′     |
| Octav                                                             | 2′     |
| Waldflött                                                         | 2′     |
| Tertia                                                            | 1 3⁄5′ |
| Quinta                                                            | 1 ⁄2′  |
| Sifflött                                                          | 1′     |
| Scharf IV                                                         |        |
| Vox humana                                                        | 8′     |
| Schwebung                                                         |        |

| Pedal (Pedaal) C–d1 (mechanisch); C–g1 (digital) |     |
| Principal                                        | 16′ |
| Subbass                                          | 16′ |
| Quint bass                                       | 12′ |
| Octav                                            | 8′  |
| Posaune                                          | 16′ |
| Posaune                                          | 8′  |
| Clarin                                           | 4′  |

- Koppeln: Manualkoppel (Schiebekoppel), Pedalkoppel (mechanisch)
- Nebenregister:
  - Nachtigall
  - Cymbelstern. Klangliches Design: Ibo Ortgies: 8 Glöckchen, gestimmt auf b4, a4, c5, h4, gis4, cis5, g4, d5). Die Geschwindigkeit des Cymbelsterns ist digital regulierbar.
- Spielhilfen: Setzeranlage für die digital spielbare Orgel

#### Technische Daten
- II/P 33
- Windversorgung:
  - Vier Keilbälge, Balgtretanlage für max. zwei Calcanten, alternativ Gebläse
  - Winddruck: 63 mmWS
- Windlade: Doppelte Springladen (ausziehbar). Die Maße der Kanzellen entsprechen denen der Kanzellen in Schleifladen Hildebrandts
- Spieltische:
  - Spieltisch (mechanisch)
  - Freistehender digitaler Spieltisch (dieser bedient auch die Sauer-Orgel und die „Busy Drone“)
- Traktur:
  - Tontraktur: mechanisch/vom digitalen Spieltisch angesteuerte Magnetventile. Diese können in Bezug auf An- und Absprache der Pfeifen individuell eingestellt werden.
  - Registertraktur: elektrisch, mit Setzersystem jeweils am mechanischen und am digitalen Spieltisch
- Stimmung:
  - Stimmtonhöhe: Kammerton a1= 415,3 Hz (am digitalen Spieltisch ist die Stimmtonhöhe auf jeden Ton transponierbar)
  - Temperatur: Wohltemperierung, entworfen von Ibo Ortgies.
Die Temperatur ist so angelegt, dass sie das Zusammenspiel mit der gleichstufig temperierten Sauer-Orgel im selben Raum ermöglicht – die maximale Schwebungsdifferenz annähernd gleicher Tonhöhen in den beiden Orgeln beträgt 1 Hz in der eingestrichenen Oktave.[4] Alle D und Gis der Utopa-Barockorgel entsprechen den Tönen Cis und G der Sauer-Orgel.
    - Vier um 1/5 pythagoreisches Komma temperierte, verengte Quinten von je 697,3 Cent: C–G–D–A–E
    - Zwei um 1/10 pythagoräisches Komma temperierte, fast gleichstufige Quinten von je 699,6 Cent: B-F und H-Fis

| Terzen bzw. Quinten über         | c          | g          | d          | a          | e     | h           | fis   | cis/des | gis/as | es/dis | b           | f     |
| Quinte (Cent) Bruchteil pyth. K. | 697,3 -1⁄5 | 697,3 -1⁄5 | 697,3 -1⁄5 | 697,3 -1⁄5 | 702 0 | 699,6 -1⁄10 | 702 0 | 702 0   | 702 0  | 702 0  | 699,6 -1⁄10 | 702 0 |
| Große Terz (Cent)                | 389,1      | 393,7      | 396,1      | 400,8      | 405,5 | 405,5       | 407,8 | 405,5   | 405,5  | 400,8  | 396,1       | 393,7 |
| Kleine Terz (Cent)               | 296,5      | 301,2      | 303,5      | 308,2      | 308,2 | 303,5       | 301,2 | 296,5   | 296,5  | 294,1  | 294,1       | 296,5 |